# Biserica „Sf. Arhangheli Mihail și Gavril” din Fânațe
Biserica „Sf. Arhangheli Mihail și Gavril” din Fânațe este un monument istoric aflat pe teritoriul satului Fânațe, comuna Cernești.